# Rachmawati Sukarnoputri

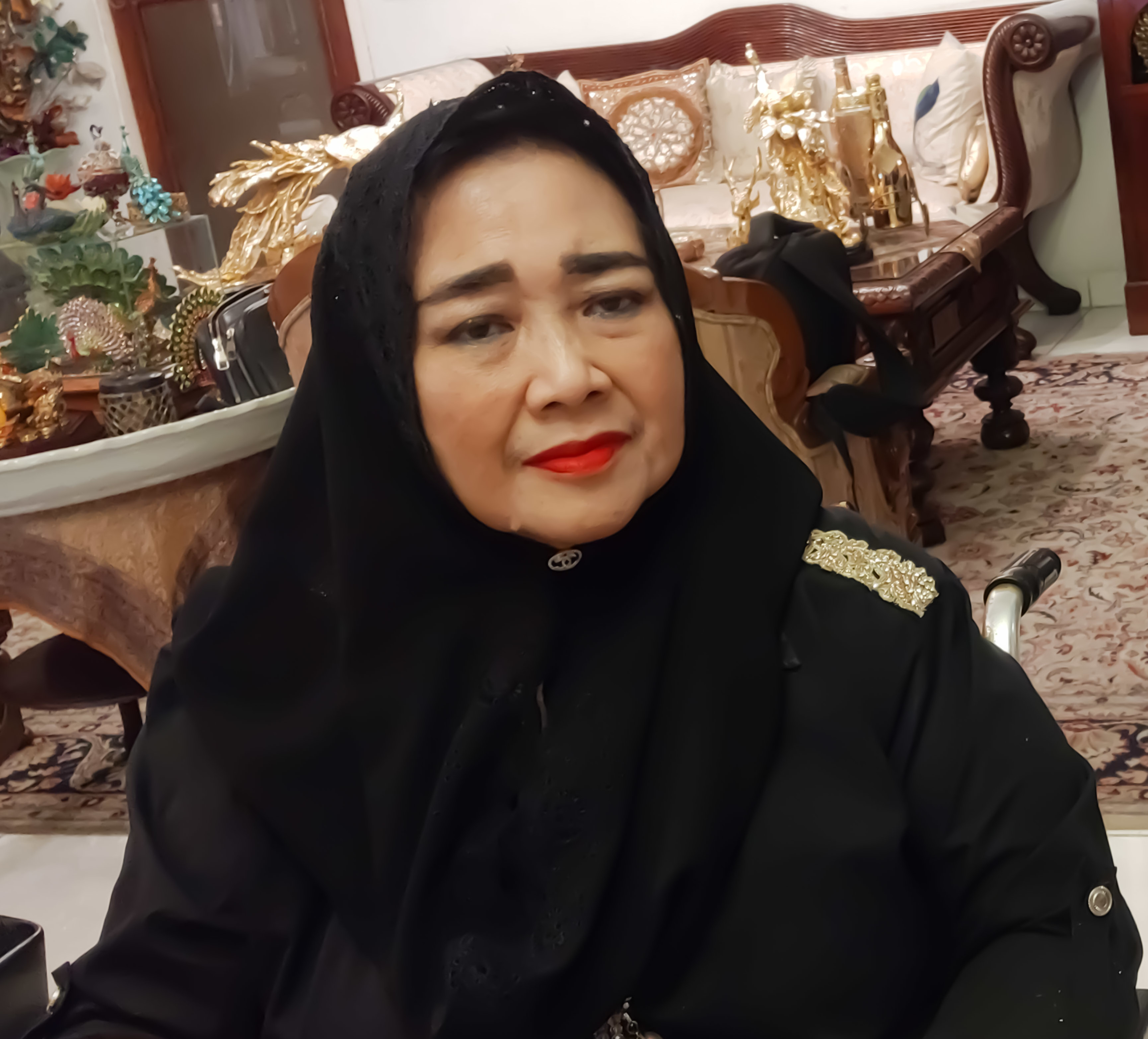
Rachmawati Sukarnoputri

Diah Permana Rachmawati Sukarno oder Rachmawati Sukarnoputri (geb. 27. September 1950, Jakarta, Indonesien; gest. 3. Juli 2021, Jakarta) war eine indonesische Politikerin. Ihr Vater war der erste Staatspräsident von Indonesien, Sukarno, und ihre ältere Schwester ist Megawati Sukarnoputri, die  fünfte Präsidentin von Indonesien.

## Leben

### Jugend und Ausbildung

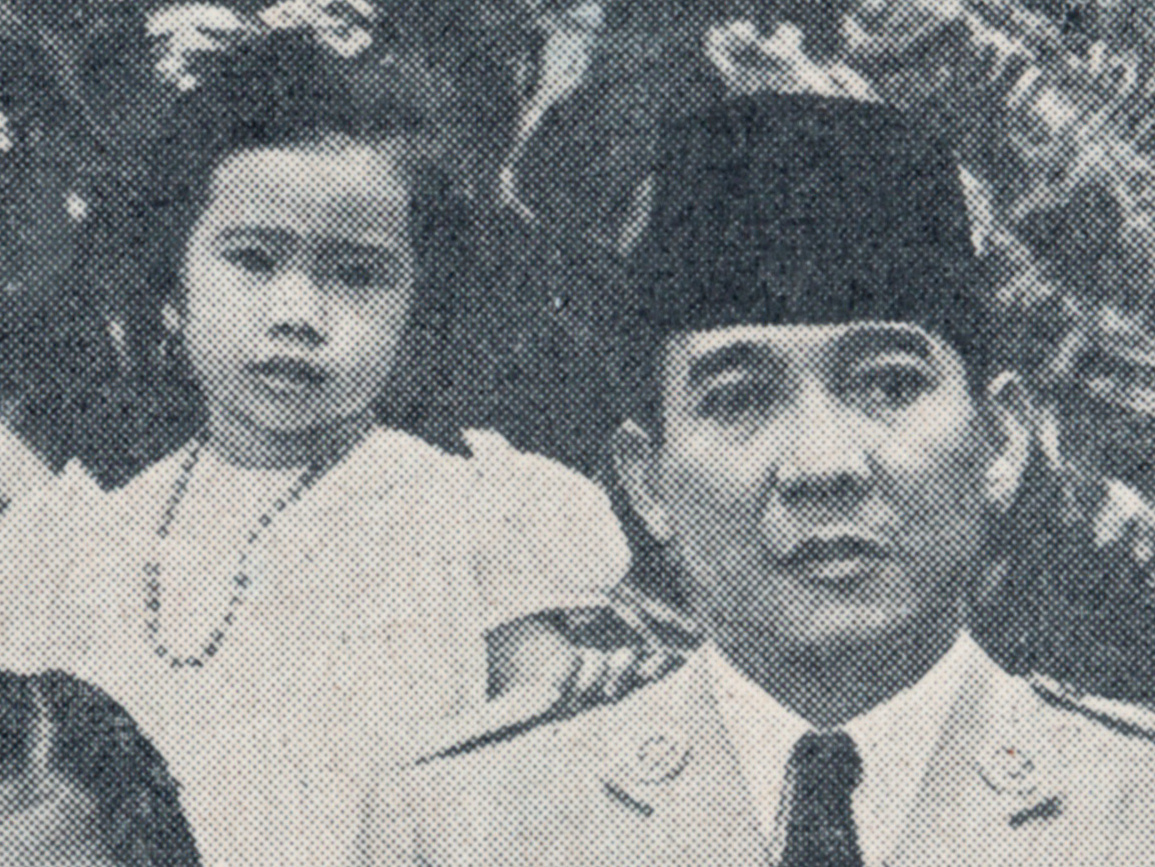
Rachmawati und Sukarno, 1952

Rachmawati wurde am 27. September 1950 in Jakarta geboren als Kind von Präsident Sukarno und dessen dritter Frau Fatmawati. Sie war das dritte Kind aus dieser Ehe. Als sie drei Jahre alt war, verließ ihre Mutter Sukarno in Protest gegen seinen Plan mehrere Frauen zu nehmen. Rachmawati wurde weitgehend von einer Ziehmutter aus Surakarta aufgezogen. Ihre Schulbildung erhielt sie zunächst in Cikini und später an der St. Ursula Catholic School. Sie plante Medizin zu studieren, aber, als sie sich 1969 an der Universität Indonesia immatrikulierte, entschied sie sich doch Rechtswissenschaft zu studieren, beendete ihren Studiengang jedoch nicht.

## Karriere
Rachmawati gründete 1983 die Universitas Bung Karno als Folgeprojekt für eine Initiative der Sukarno Education Foundation, welche sie 1981 gegründet hatte. Nach der Abdankung von Suharto ging Rachmawati sofort in die Politik und war eine Unterstützerin von Abdurrahman Wahid gegen ihre Schwester Megawati Sukarnoputri während Wahids Impeachment. Sie gründete 2002 die Pioneers’ Party und die Partei trat bei den Wahlen in Indonesien 2004 an. Sie errang nur 1 % der Stimmen, dafür trotzdem drei Sitze im Volksvertretungsrat. Bei den Wahlen in Indonesien 2009 errang die Partei dann nur noch 0,3 % der Stimmen. Während dieser Zeit gehörte Rachmawati zum Presidential Advisory Council zwischen 2007 und 2009.
2012 schloss sie sich der Nasdem Party an. Von 2013 bis 2014 gehörte sie dort zum Advisory Board, dann wurde sie abgesetzt aufgrund ihrer Unterstützung für Prabowo Subianto bei der Präsidentschaftswahl in Indonesien 2014.
Nachdem sie die Nasdem verlassen hatte, schloss sie sich der Partei der Bewegung Großes Indonesien an und wurde zur Stellvertretenden Vorsitzenden ernannt. Rachmawati wurde eine bekannte und aggressive Kritikerin von Joko Widodos Regierung. Sie wurde am 2. Dezember 2016, während der Dezemberproteste in Jakarta 2016, aufgrund von Anschuldigungen wegen Hochverrat kurzzeitig inhaftiert.

## Familie
Rachmawati Sukarnoputri war drei Mal verheiratet und zweimal geschieden. Ihr erster Ehemann, Martomo Pariaman Marzuki, war einer ihrer älteren Mitschüler in Cikini. Sie heirateten 1969 und wurden bald wieder geschieden. Rachmawati heiratet dann Dicky Suprapto. Nach ihrer zweiten Scheidung heiratete sie Benny Sumarno. Benny, der auch der Vater des Schauspielers Anjasmara war, starb 2018. Rachmawati hatte drei Kinder. Ihr Sohn Mahardika Suprapto, wurde 2014 als Abgeordneter der Nasdem Party in den Volksvertretungsrat gewählt.

## Tod
Rachmawati starb am 3. Juli 2021 im Gatot Soebroto Army Hospital in Jakarta, wo sie wegen COVID-19 in Behandlung war. Sie wurde entsprechend dem COVID-19-Protokoll auf dem Karet Bivak Cemetery beigesetzt.